# Iraponia scutata
Iraponia scutata is een spinnensoort in de taxonomische indeling van de Caponiidae.
Het dier behoort tot het geslacht Iraponia. De wetenschappelijke naam van de soort werd voor het eerst geldig gepubliceerd in 2009 door Kranz-Baltensperger, Norman I. Platnick & Dupérré.